# Pax6

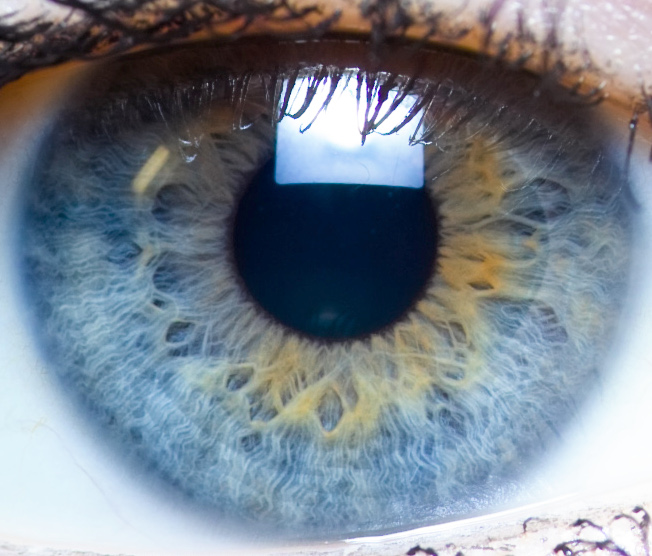
Imagem aumentada de um olho, cujo desenvolvimento depende da atuação de Pax6

Pax6 é um gene da família gênica de reguladores de transcrição chamada Pax. A proteína codificada por este gene contém dois locais de ligação diferentes que são conhecidos por se ligarem ao DNA e funcionarem como fatores de transcrição. A proteína codificada tem sua estrutura definida pela presença de um domínio de ligação de DNA de 128 aminoácidos altamente conservados. Essas proteínas são muito importantes para o controle de processos de desenvolvimento, particularmente do sistema nervoso central e do desenvolvimento ocular, tanto em vertebrados quanto em invertebrados, com poucas exceções.
Nove constituintes da família Pax são conhecidos em camundongos e humanos, dos quais o Pax6 é um dos mais bem-compreendidos e mais bem-estudados em camundongos.

## Expressão e desenvolvimento biológico
À medida que o cérebro e outros locais do corpo se desenvolvem durante a embriogênese, as células se dividem em momentos e regiões específicas. Isso ocorre porque as taxas relativas de proliferação e diferenciação de células são rigorosamente controladas, direcionadas e desenvolvidas.

### Desenvolvimento ocular

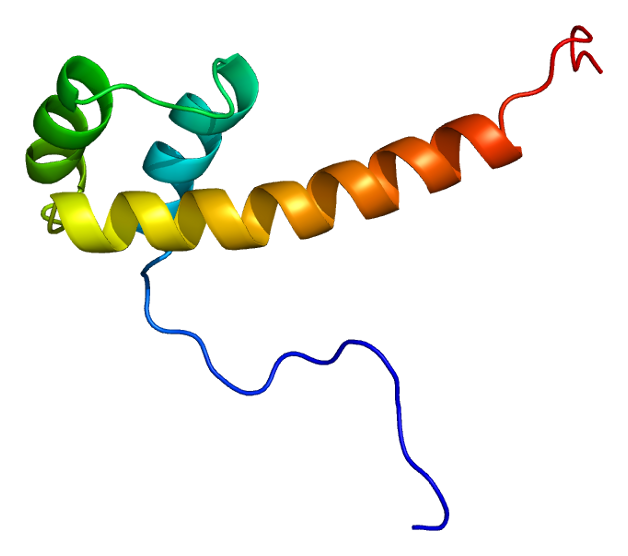
Estrutura da proteína Pax6

O fator de transcrição Pax6 participa de várias maneiras nos processos de determinação e diferenciação do tecido ocular. Mutantes homozigotos Pax6 de humanos, camundongos, ratos e moscas não têm olhos. As células que formam o cristalino derivam da região do ectoderma da cabeça que tem contato com a vesícula óptica do cérebro em desenvolvimento. São vistos sítios ligantes de Pax6 nas regiões reguladoras de vários genes do cristalino.
Sugere-se que a expressão de Pax6 no ectoderma é regulada em resposta a sinais indutivos da vesícula óptica, entretanto a vesícula óptica parece não ser a única a atuar de forma indutiva sobre a região da ectoderme da cabeça, principalmente se for feita uma análise comparativa entre diferentes organismos, onde é sugerido que a vesícula óptica atua principalmente na determinação final do tecido em cristalino. O gene Pax6 é expresso como um fator de transcrição quando a ectoderme neural recebe uma combinação de sinalizações de outros genes, como sonic hedgehog e da família TGF-beta.
O cristalino está situado entre a câmara anterior do olho e a região vítrea (antes chamado de cálice óptico), e acredita-se que sua diferenciação seja mediada por fatores de crescimento emanando desses dois lugares. A câmara anterior parece concentrar uma proteína mitogênica (cuja identidade permanece desconhecida) que é específica para causar mitose e inibir a diferenciação no epitélio formador do cristalino.
Essa proteína é tida como proveniente dos capilares sangüíneos para a câmara anterior. Na câmara vítrea, FGF1 e 2 estimulam o alongamento e a diferenciação das células do cristalino e bloqueiam a atividade mitogênica do fator de crescimento da câmara anterior. O resultado é o alongamento daquelas células do cristalino na região mais interna, e a continuada proliferação de células no lado mais externo do cristalino.

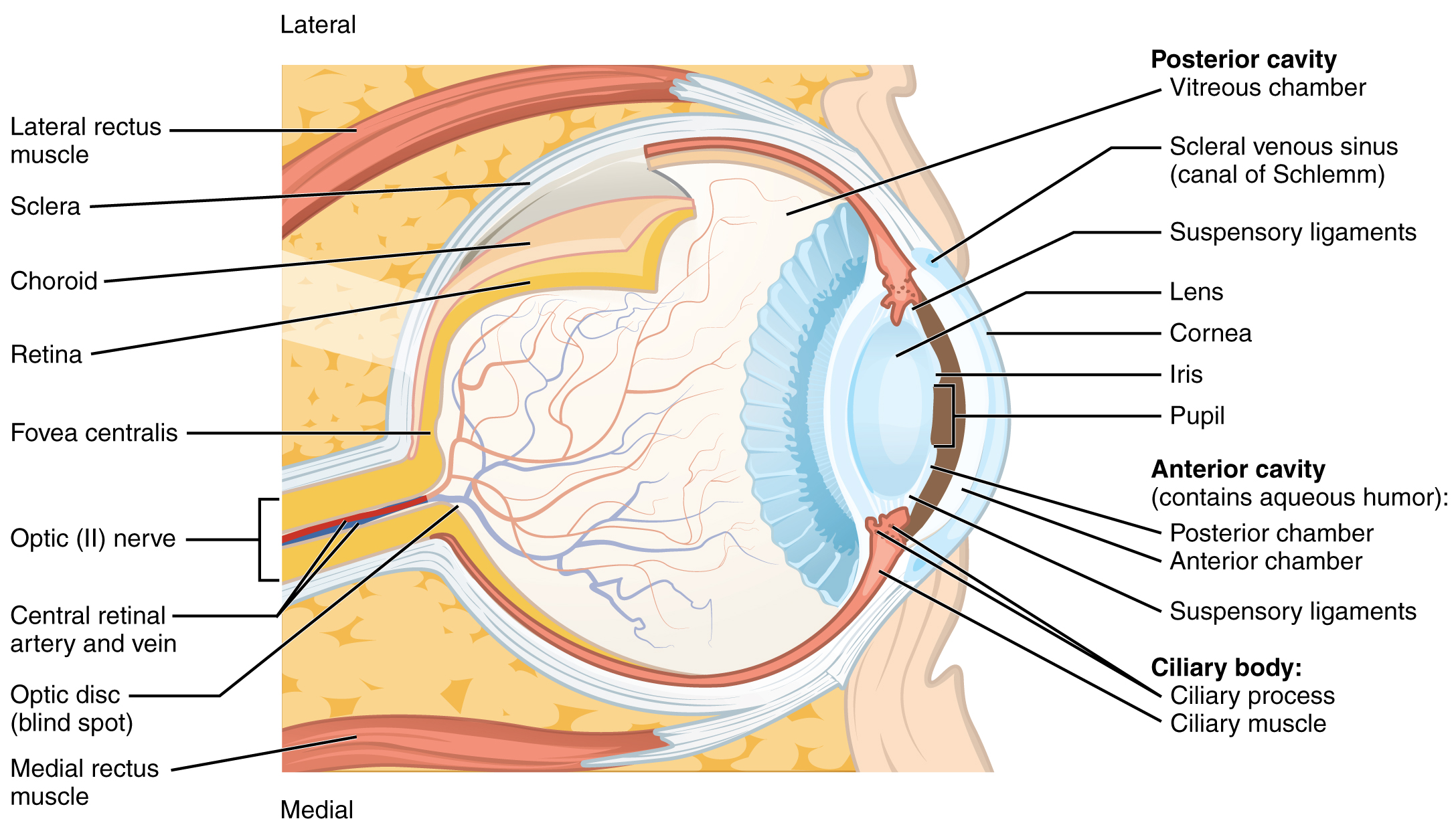
Estrutura do olho humano

O cristalino exerce uma influência indutiva e atua sobre o epitélio corneano. Dessa forma, este epitélio se diferencia e secreta estroma primário consistindo em camadas de colágeno; células endoteliais, localizadas abaixo do epitélio corneada, secretam ácido hialurônico para essa região, permitindo a entrada de células mesenquimatosas da crista neural. Em seguida, a hialuronidase (secretada pelo mesênquima ou pelo endotélio) digere o ácido hialurônico, levando o estroma primário a se encolher, tornando-se a córnea. Para compreender melhor sobre a oculogênese e também acompanhar o desenvolvimento da retina, sugiro que leia Desenvolvimento ocular.
A proteína Pax6 inicia uma cascata de fatores de transcrição que mutuamente ativam um ao outro para constituir o campo ocular. Perceba, portanto, que Pax6 está envolvido em uma diversa gama de fatores de transcrição que atuam em conjunto de maneira dinâmica, com padrões bem regulados de sobre-expressão, responsáveis por um desenvolvimento minucioso.

### Mamíferos
O Pax6 está localizado no cromossomo 11 em humanos e apresenta 14 éxons, sendo que os três primeiros e parte do quarto éxon não são traduzidos. A proteína do gene Pax6, quando não produzida, desencadeia fenótipo de aniridia, de síndrome de Morning Glory (MGS) e também de doenças associadas ao desenvolvimento ocular.

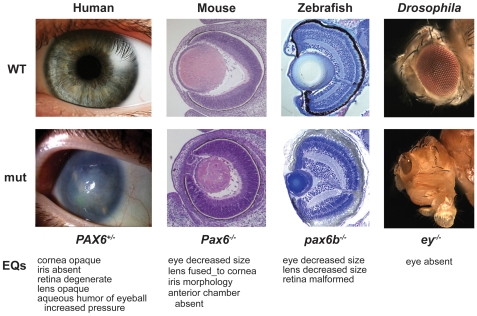
Fenótipos selvagens e mutados. A expressão de Pax6 mutado pode ocasionar diferentes tipos de anomalias oculares, como demonstra a parte inferior da imagem para diferentes espécies: humano, camundongo, zebrafish e drosophila.

Mutações no gene Pax6 em humanos causam aniridia, uma condição genética caracterizada pela ausência de íris. Essa mutação é autossômica dominante. O fenótipo de olho pequeno de camundongos já tinha sido sugerido para ser o homólogo de aniridia humana. Tanto a aniridia como o olho pequeno têm fenótipos de olho autossômicos dominantes semelhantes: hipoplasia da íris, opacificação corneana e catarata. No rato, isso é acompanhado por uma redução no tamanho dos olhos. Há também outras condições relacionadas à mutação no gene Pax6, como anomalias cerebrais inter-hemisféricas e defeitos olfatórios, além de algumas síndromes sistêmicas como síndrome de Gillespie e síndrome WAGR. Já indivíduos homozigotos para o gene Pax6 não possuem olhos.

## Evolução
Como dito anteriormente, a expressão de Pax6 pode ser encontrada no desenvolvimento do sistema nervoso central e também no desenvolvimento de órgãos sensitivos, com particular ênfase naqueles relacionados com células fotorreceptivas. A evolução dos olhos de animais que levam de um animal ancestral primitivo a olhos formadores de imagens altamente complexos pode ser decifrada com base em experimentos genéticos de desenvolvimento evolutivo e genômica comparativa.
Homólogos de Pax6 foram identificados em ratos e outros vertebrados (zebrafish, galinha, Xenopus e axolotl). De forma surpreendente, os homólogos altamente conservados de Pax6 foram também identificados em muitos exemplos de invertebrados, como: o ouriço-do-mar Paracentrotus lividus, Drosophila, Caenorhabditis, entre outros.
Embora o padrão de expressão no ouriço-do-mar seja difícil de enquadrar em um esquema geral devido à falta de analogia entre seu sistema nervoso rudimentar e os demais organismos com expressão Pax6 conhecida, a expressão é predominantemente encontrada em seu mais conhecido órgão sensitivo: o pé tubular (pé ambulacrário). Da mesma forma, em Caenorhabditis, animal que não tem olhos, o gene Pax6 é expresso em células nervosas sensoriais, incluindo as do sistema reprodutor masculino.

### Pax6 e a origem monofilética
Alguns cientistas e estudiosos sugerem que Pax6 tenha origem monofilética, ou seja, tenha apenas uma única origem na árvore filogenética animal. Entretanto, não é universalmente aceito esta ideia.
Ernst Mayr é um dos exemplos: suas ideias permeiam a hipótese de que os vários tipos de olhos encontrados nos diferentes filos animais evoluíram independentemente de 40 a 60 vezes no decorrer da evolução. Segundo Dobzhansky e Mayr: “a busca de genes homólogos é completamente inútil a não ser em parentes muito próximos”.
A biologia molecular e a biologia do desenvolvimento têm mostrado, ao longo do tempo, que essa conclusão de Mayr e Dobzhansky não é verdadeira. Há genes do desenvolvimento conservados há mais de 100 milhões de anos. Modificações nesses genes e seus alvos podem ocasionar a maior parte da diversidade dos organismos vivos. Mais do que isso, sugere-se que, ao invés de simplesmente conservar o uso de elementos individuais na regulação do desenvolvimento dos olhos (como o Pax6), parece que a evolução manteve o uso de uma cascata genética completa conservada. A conservação do gene Pax6 pode ser observada, por exemplo, se injetarmos seu produto, retirado de Xenopus, em Drosophila. O resultado é a formação de olhos morfologicamente selvagens.
Apesar de muitos estudos sobre a conservação evolutiva dos fatores responsáveis pelo desenvolvimento ocular existirem, ainda há muita discussão permeando o assunto, que sugere que os cefalópodes adquiriram variantes de Pax6 de forma independente em relação aos vertebrados.